# Odo (personaggio)
Odo è un personaggio immaginario dell'universo fantascientifico di Star Trek. Interpretato da René Auberjonois appare nella serie televisiva Star Trek: Deep Space Nine. Odo è un mutaforma della razza dei Cambianti che vive a bordo della stazione spaziale Deep Space Nine dove svolge il ruolo di capo della sicurezza fin dai tempi dell'occupazione dei Cardassiani.

## Storia del personaggio
Le origini del mutaforma sono, almeno inizialmente, misteriose: nella prima serie riferisce a Lwaxana Troi di essere divenuto cosciente di sé in un laboratorio di ricerca cardassiano in cui per comunicare assumeva via via la forma degli oggetti che gli venivano presentati. Il suo nome è l'abbreviazione della parola cardassiana Odo'ital, che significa niente: gli fu dato al tempo della sua permanenza in laboratorio perché gli scienziati non sapevano cosa fosse. Successivamente il suo nome fu separato in due termini, Odo Ital, secondo l'uso di Bajor, fino a diventare Odo. Durante il dominio dei Cardassiani ha assunto il ruolo di connestabile, ovvero responsabile della sicurezza a bordo della stazione Deep Space Nine. Con l'arrivo della Federazione dei pianeti uniti ha mantenuto tale ruolo, essendo rispettato praticamente da tutti. È puntiglioso e votato al lavoro in modo quasi maniacale, è misantropo, scontroso e solitario. In particolare sembra detestare Quark, il barista ferengi che è sempre al centro di qualche intrigo volto a guadagnare maggior profitto in modo disonesto. Malgrado le apparenze fra i due c'è  un rapporto di odio-amore e sembrano provare piacere nel provocarsi a vicenda. Lo stesso Quark ha più volte affermato di essere probabilmente la cosa più vicina a un amico che il mutaforma abbia.
Tali caratteristiche tendono a evolvere nel corso della serie. Durante la terza stagione il personaggio assume un ruolo di rilievo allorché si scopre che il fantomatico Dominio è costituito e governato dai Fondatori, esseri appartenenti alla stessa specie di Odo.
Durante la quarta stagione, per aver ucciso un altro mutaforma, Odo è condannato dal Grande Legame a divenire un "solido", ovvero a non poter più cambiare forma, diventando geneticamente identico agli Umani. Nel corso della quinta stagione Odo riesce a riprendere la capacità di cambiare forma, grazie al fortuito apporto di materiale genetico da un altro cambiante morente.
Inizialmente Odo non vuole avete alcun amico né una compagna, anzi considera accoppiarsi e avere una relazione una perdita di tempo e libertà. Gradualmente questo suo aspetto evolve e diventa meno rigido, tanto che a partire dalla terza stagione Odo inizia a provare sentimenti per Kira Nerys, ma quando capisce che lei non ricambia il sentimento e lo considera un amico, decide di non dichiararsi. A partire dalla sesta stagione si delinea invece sempre più chiaramente un coinvolgimento romantico con il maggiore Kira, che sfocia in una felice relazione.
Alla fine della serie decide di lasciare la stazione e l'amata Kira per riunirsi al Grande Legame, con lo scopo di insegnare loro ad avere di nuovo fiducia nei "solidi".

## Caratteristiche
Quando è allo stato solido, Odo appare come umanoide, sebbene possa assumere all'istante qualunque forma desideri, dagli animali agli oggetti più disparati. Per "modellare" il suo volto racconta di essersi ispirato al dottor Mora, lo scienziato bajoriano incaricato di svolgere esperimenti su di lui. Rispetto agli altri Cambianti, Odo sembra avere meno abilità: ad esempio non ha mai imparato molto bene a riprodurre la forma del naso tipicamente umanoide o le orecchie, di conseguenza il suo aspetto appare un po' "sformato" e piuttosto singolare.  
Odo non è in grado di assumere le sembianze di altri umanoidi, cosa che invece riesce agli altri mutaforma che spesso si "sostituiscono" agli umanoidi imitandone perfettamente aspetto e caratteristiche.
Sembra avere una forza e un'agilità molto superiore a quella umana, ed è in grado di resistere a condizioni estreme o in assenza di ossigeno.
Odo non ha bisogno di mangiare né di dormire, ma per rigenerarsi deve tornare alla forma fluida ogni 16 ore: per il mutaforma è una transizione molto intima e privata.  
Nei primi episodi Odo svolge la sua transizione restando nel suo ufficio, assumendo la forma fluida dentro un semplice recipiente; successivamente chiede che gli venga assegnato un alloggio per avere più privacy. L'alloggio viene poi arredato da Odo con molti oggetti dalla diversa forma, che gli consentono, al momento della rigenerazione, di allenarsi nella sua abilità di cambiante.

## Interpreti

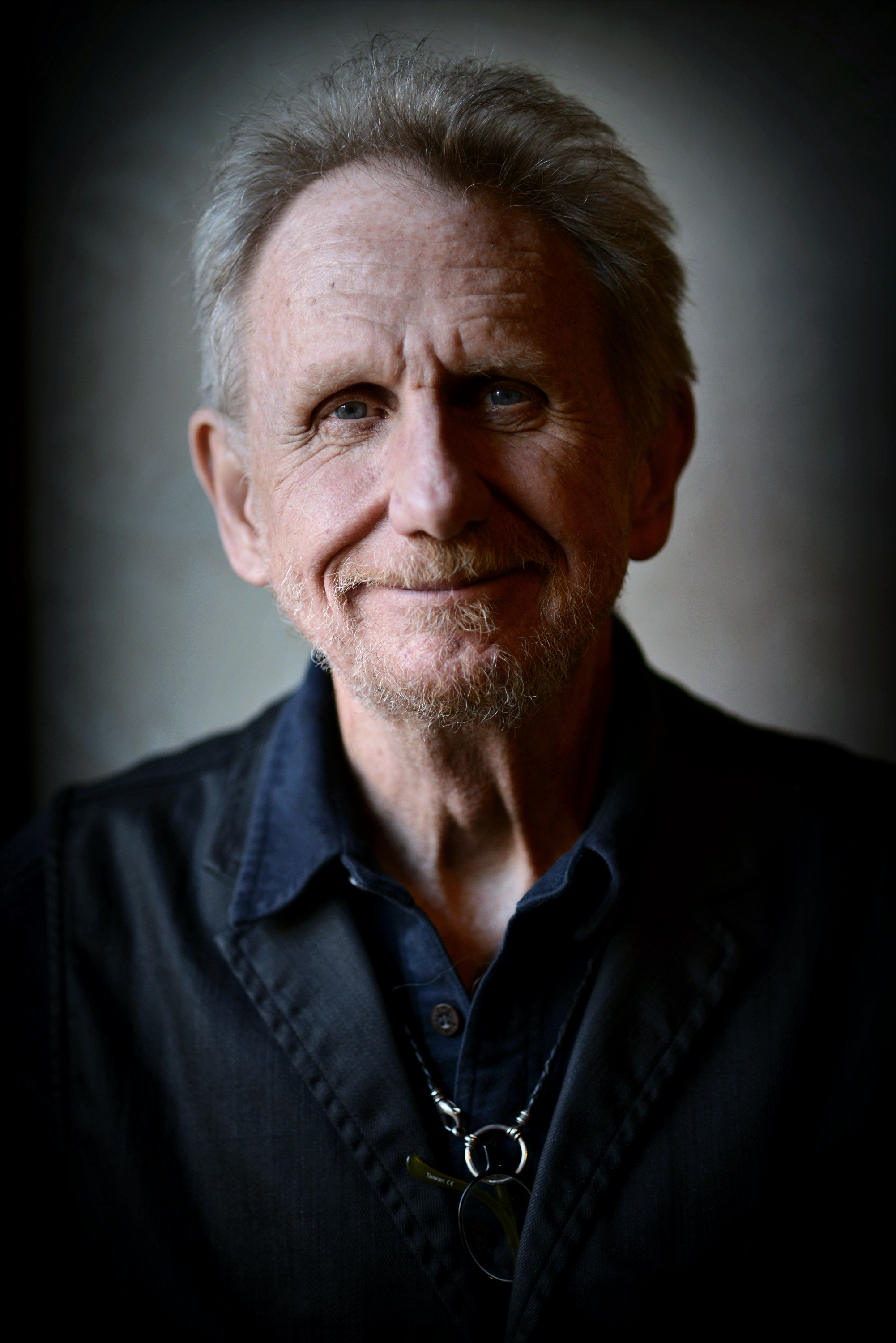
René Auberjonois, interprete di Odo

Odo è interpretato dall'attore statunitense, di origini francesi René Auberjonois, discendente diretto, per parte di madre, di Gioacchino Murat e Carolina Bonaparte. Auberjonois ha impersonato Odo in 173 episodi della serie televisiva Star Trek: Deep Space Nine. Gli ha inoltre prestato la voce in alcuni videogiochi del franchise, tra cui: Star Trek: Deep Space Nine - Harbinger (1996), Star Trek: Deep Space Nine - The Fallen (2000) e Star Trek Online (2010). Ha anche prestato la voce al personaggio in un paio di opere del franchise de I Griffin: nel film direct-to-video I Griffin - La storia segreta di Stewie Griffin (Stewie Griffin: The Untold Story, 2005) e nell'episodio E Bango era il suo nome (Bango Was His Name Oh!, 2006). Odo appare inoltre nell'episodio Kobayashi Maru, della serie animata Star Trek: Prodigy del 2021, sempre con la voce di René Auberjonois, ottenuta utilizzando registrazioni di repertorio.
Oltre ad aver interpretato il personaggio di Odo in Deep Space Nine, René Auberjonois ha interpretato altri ruoli nel franchise di Star Trek, tra cui il Colonnello West della Flotta Stellare, nel film Rotta verso l'ignoto (Star Trek VI: The Undiscovered Country, 1991); l'umano Douglas Pabst nell'episodio Lontano, oltre le stelle (Far Beyond the Stars, 1998) della serie Deep Space Nine; il Kantariano Ezral nell'episodio Oasi (Oasis, 2002) della serie Enterprise.
Nell'edizione in lingua italiana di Deep Space Nine, Odo è stato doppiato da Guido Cerniglia, dalla prima alla terza stagione, e da Oliviero Dinelli, dalla quarta alla settima stagione.

## Accoglienza
Nel 2009 IGN ha classificato Odo al 7º posto dei migliori personaggi di tutto Star Trek, aggiungendo che il personaggio è alla ricerca della propria identità, al contempo si sforza di mantenere l'ordine a bordo della stazione spaziale. Nel 2016 Wired ha classificato Odo al 15º posto tra i più importanti personaggi della Flotta Stellare ed equipaggi correlati dell'universo fantascientifico di Star Trek. Nel 2018 TheWrap ha classificato Odo all'8º posto tra i personaggi protagonisti di tutto Star Trek, notando il suo impegno e la sua lealtà.

## Filmografia

### Cinema
- I Griffin - La storia segreta di Stewie Griffin (Stewie Griffin: The Untold Story), regia di Pete Michels e Peter Shin - direct-to-video (2005)

### Televisione
- Star Trek: Deep Space Nine - serie TV, 173 episodi (1993-1999)
- I Griffin (Family Guy) - serie animata, episodio 4x29 (2006)
- Star Trek: Prodigy - serie animata, episodio 1x06 (2022)

## Libri (parziale)

### Romanzi
- (EN) Dafydd ab Hugh, Fallen Heroes, collana Star Trek: Deep Space Nine, n. 5, New York, Pocket Books, 1994, ISBN 067188459X.
- (EN) K.W. Jeter, Warped, collana Star Trek: Deep Space Nine, New York, Pocket Books, 1995, ISBN 0671872524.

## Discografia parziale

### Audiolibri
- 1994 - René Auberjonois Fallen Heroes (Simon and Schuster Audioworks)
- 1995 - René Auberjonois Warped (Simon and Schuster Audioworks)

## Videogiochi
- Star Trek: Deep Space Nine - Harbinger (1996)
- Star Trek: Deep Space Nine - The Fallen (2000)
- Star Trek Online (2010)
- Star Trek Timelines (2020)